# Рюгг, Кристофер
Кристофер Рюгг (норв. Kristoffer Rygg), 9 сентября 1976 года), также известен как Garm (Гарм) и Trickster G.— норвежский вокалист, музыкант и продюсер, известный по участию в коллективах Ulver, Borknagar, Arcturus и Black Messiah.
Родился в Осло в 1976 году. В 16 лет организовал проект Ulver (у́львер, норв. волки), сочетающий в себе такие стили, как блэк-метал, неофолк, трип-хоп и авангардный метал.
C 1995 по 1997 выступал как вокалист группы Borknagar, а с 1993 по 2003 — Arcturus.
В настоящий момент возглавляет лейбл Jester Records, специализирующийся на экспериментальной музыке.

## Биография
Кристофферу Рюггу, родившемуся в Осло, но выросшему в Кашкайше, было 16 лет, когда он основал Ulver, считающуюся одной из самых популярных групп норвежской блэк-металлической сцены. Он был инструментальным инициатором для более поздних подвидов музыки, таких как авангардный металл.
Кроме того, он был вокалистом Borknagar (1995-1997) и Arcturus (1993-2003), в которых состояли многие выдающиеся музыканты из ранней норвежской блэк-метал сцены. Рюгг был ответственен за внедрение нового вокалиста в группу Borknagar, ICS Vortex, который заменил его, когда он ушёл из группы.
В пении Кристофер Рюгг прибегает к разнообразным вокальным техникам, начиная от крунинга, пения баритоном, контратенором и заканчивая скримингом. Он часто записывает несколько треков самого себя, чтобы создать плотный мужской хор, как, например, большинство вокальных партий в альбоме Kveldssanger.
В 2005 году Рюгг сотрудничал с португальским музыкантом и продюсером Даниэлем Кардозу в проекте "Head Control System". Музыка была описана лейблом как "заводной рок/метал с прогрессивными краями и кинематографическими компонентами". Их первый и единственный полноформатный альбом под названием Murder Nature был выпущен 4 апреля 2006 года на лейбле The End Records.